# Inferostoma jankowskii
Inferostoma · Inferostomatidae
Famille
Genre
Espèce
Inferostoma jankowskii, unique représentant du genre Inferostoma et de la famille des Inferostomatidae, est une espèce de Ciliés de l’ordre des Clevelandellida.

## Étymologie
Le nom Inferostoma est dérivé du latin inferus, « en dessous », et du grec ancien στόμα / stoma, « bouche ».

## Description
Inferostoma a un corps de forme à peu près ovoïde, mais quelque peu déformé par une énorme ventouse sur le côté droit à l'extrémité antérieure et par la position de la cavité buccale qui se limite à un infundibulum (structure creuse en forme d'entonnoir) situé sur le pôle postérieur tronqué. 
D’autres caractéristiques le rapproche de genres de la famille des Sicuophoridae. 

## Habitat et répartition
Le genre Inferostoma, découvert dans les eaux douces du Nord Vietnam, est un endocommensal de l'intestin de l'espèce de poissons Spinibarbus denticulatus (en) (famille des Cyprinidae).

## Publication originale
- (article en russe, résumé en anglais) (ru + en) H. Ky, « Novye infuzorii (Ciliata) iz kishechnika presnovodnykh ryb severnogo b'etnama - New Ciliata from the intensite of freshwater fishes of Northern Vietnam », Acta Protozoologica, vol. 08, nos 1-33,‎ 1970-1971 (ISSN 0065-1583, lire en ligne, consulté le 29 octobre 2023)